# Roboții de pe Aurora
Roboții de pe Aurora (1983) (engleză The Robots of Dawn) este un roman science fiction scris de Isaac Asimov, al treilea din Seria Roboților.
În 1958, Asimov semnase cu Doubleday un contract pentru un al treilea roman despre Elijah Baley și R. Daneel Olivaw, dar îl abandonase după 8 capitole din lipsă de idei și din cauză că nu știa cum să rezolve problema relației de dragoste dintre o femeie și un robot umanoid. În 1982 a revenit asupra ideii și a scris o nouă carte, abandonând cele opt capitole anterioare. Inițial, el și-a intitulat romanul Lumea Aurorei, dar editura a insistat că un roman din Seria Roboților trebuia să poarte în titlu cuvântul "robot".

## Intriga
Elijah Baley este chemat pe Aurora pentru a ancheta distrugerea robotului umanoid R. Jander Panell, identic cu R. Daneel Olivaw. Primul suspect este inventatorul robotului, roboticianul Han Fastolfe (care apare și în Cavernele de oțel), dar acesta neagă implicarea lui; mai mult, el fiind un susținător al Pământului, crima amenință cariera sa politică.
Lui Baley i se alătură și vechiul său partener, R. Daneel Olivaw, precum și R. Giskard Reventlov, alt robot al lui Fastolfe. Deoarece Jander fusese membru în staff-ul Gladiei Delmarre (pe care, în Soarele gol, Baley o ajutase să plece pe Aurora), detectivul o intervievează pe femeie și află că ea și robotul fuseseră implicați într-o relație sexuală.
Următoarea pe lista intervievaților este fiica înstrăinată a lui Falstofe, Vasilia, care își consideră tatăl un monstru, capabil de orice ar fi necesar pentru a-și dezvolta teoriile unei științe care poate prezice viitorul - psihoistoria, inclusiv uciderea lui Jender - dacă asta l-ar ajuta să studieze reacția Gladiei.
Ancheta continuă cu și Kelden Amadiro. Primul este un auroran atras atât de Gladia, cât și de Vasilia, cărora le-a făcut avansuri repetate, încălcând tabuurile locale. Al doilea este rivalul politic al lui Fastolfe și director al institutului de robotică, dornic ca galaxia să fie colonizată doar de Aurora cu sprijinul roboților umanoizi creați de Fastolfe. 
În drum spre Fastolfe, vehiculul folosit este sabotat. Baley bănuiește o tentativă de răpire a lui Daneel orchestrată de Amadiro, așa încât le ordonă atât lui, cât și lui Giskard să fugă. Expus la aerul liber, Baley își pierde cunoștința din cauza agorafobiei, dar este salvat de cei doi roboți și de Gladia, în apropierea proprietății căreia ajunseseră.
Faptul că Amadiro știa despre relația secretă dintre Jander și Gladia îl face principalul suspect, Baley bănuind că acesta îl contactase pe robot și îl interogase, încercând să afle modul în care a fost proiectat, așa încât institutul să poată crea proprii roboți, fără ajutorul lui Fastolfe. Aparent, acest interogatoriu a creat suficientă entropie în creierul pozitronic al lui Jander ca să îl omoare.
Deși aceasta este soluția oficială pe care o oferă, Baley are și un alt suspect: Giskard. În timpul copilăriei Vasiliei, robotul - care fusese dădaca ei - dobândise abilități telepatice în urma experimentelor făcute de fată în copilărie, pe care le folosise pentru a afla de la Fastolfe cum să-l deconecteze pe Jander. Amadiro trebuia să fie acuzat, astfel încât să nu mai fie construiți și alți roboți umanoizi. Giskard îi permite lui Baley să păstreze amintirea acestei abilități a lui, dar îi construiește un blocaj mental care să îl împiedice să reveleze secretul.

### Capitolele
| 1. Baley 2. Daneel 3. Giskard 4. Fastolfe 5. Daneel și Giskard 6. Gladia 7. Din nou Fastolfe 8. Fastolfe și Vasilia 9. Vasilia 10. Din nou Vasilia | 11. Gremionis 12. Din nou Gremionis 13. Amadiro 14. Din nou Amadiro 15. Din nou Daneel și Giskard 16. Din nou Gladia 17. Președintele 18. Din nou Președintele 19. Din nou Baley |

### Personajele
- Elijah Baley - ofițer de poliție pământean chemat să rezolve cazul de pe Aurora.
- Jessie Baley - soția lui Elijah.
- Bentley Baley - fiul lui Elijah.
- Gladia Solaria (cunoscută și ca Gladia Delmarre) - femeie întâlnită de Baley pe Solaria și emigrată pe Aurora (după moartea soțului ei, anchetată în Soarele gol). Este cea care l-a împrumutat de la Fastolfe pe Jander Panell.
- Lavinia Demachek - subsecretară.
- Albert Minnim - superiorul Laviniei.
- Han Fastolfe - politician de pe Aurora acuzat de extremiști că a distrus un robot umanoid.
- R. Daneel Olivaw - fostul partener al lui Baley, primul robot umanoid reușit al lui Fastolfe.
- R. Giskard Reventlov - robot întâlnit de Baley în drum spre Aurora. Construit de Fastolfe, este mâna dreaptă a creatorului său.
- Jander Panell - robotul distrus de pe Aurora, aflat inițial în posesia lui Fastolfe și împrumutat ulterior Gladiei.
- Roj Nemennuh Sarton - proiectantul lui Daneel, ucis pe Pământ (moartea lui este anchetată în Cavernele de oțel)
- Fanya - actuala soție a lui Fastolfe.
- Pandion - robot aflat în serviciul Gladiei.
- Borgraf - robot aflat în serviciul Gladiei.
- Vasilia Aliena - fiica lui Fastolfe, pe care acesta a crescut-o împotriva tradițiilor aurorane. Este robotician și face parte din facțiunea care luptă împotriva lui Fastolfe.
- Lumen - fiica lui Fastolfe, cu care acesta ține prea puțin legătura.
- Santirix Gremionis - auroran care i-a făcut Gladiei avansuri repetate.
- Brundij - robot aflat în serviciul lui Gremionis.
- Kelden Amadiro - conducătorul institutului de robotică de pe Aurora.
- Maloon Cicis - robotician prin intermediul căruia Baley a ajuns la Amadiro.
- Rutilari Horder - Președinte Adunării Legislative aurorane.

## Opinii critice
The Science Fiction Review a apeciat că "per ansamblu, cartea dezvoltă personajele mai bine decât romanele precedente" și "extinde tema impactului roboților asupra oamenilor".
Romanul a fost nominalizat atât la premiul Hugo, cât și la premiul Locus în 1984.

## Traduceri în limba română
- 1996 - Roboții de pe Aurora, Ed. Teora, colecția SF nr. 15, traducere Georgeta Stancu, ISBN 973-601-268-9
- 2000 - Roboții de pe Aurora, Ed. Teora, colecția SF nr. 15, traducere Georgeta Stancu, 376 pag., ISBN 973-601-268-9